# Hugues II. de Broyes

Wappen Broyes

Hugues II. de Broyes, genannt Bardoul (* um 1065; † zwischen 1110 und 1121) aus dem Maison de Broyes war Ende des 11. und Anfang des 12. Jahrhunderts Herr von Broyes, Beaufort, Châteauvillain, Arc-en-Barrois und Baye in der Grafschaft Champagne.

## Leben
Er war der älteste Sohn von Barthélemy de Broyes und dessen Frau NN (wohl Élisabeth) de Valois, Dame von Châteauvillain et d’Arc-en-Barrois. Er folgte seinem Vater zwischen 1072 und 1081, doch da er beim Tod seines Vaters noch nicht volljährig war, wurde die Regierung seiner Ländereien vorübergehend von Graf Stephan Heinrich von Blois übernommen.
Aus der Chronik des Alberich von Trois-Fontaines geht hervor, dass Hugues mit dem Beinamen Bardoul, Herr von Broyes, mit Zustimmung von König Philipp I. nach dem Tod seines Großvaters mütterlicherseits Raoul IV. de Vexin, dem Ehemann der Gräfin Aélis de Bar-sur-Aube, in Bar-sur-Aube und Laferté-sur-Aube, einmarschierte, konnte aber die Eroberungen offenbar nicht lange halten, da beide Städte kurz darauf im Besitz von Graf Theobald III. von Blois waren, dessen Frau ebenfalls eine Tochter von Raoul de Vexin war. Da der Tod von Raoul de Vexin auf das Jahr 1074 datiert wird, ist es sehr wahrscheinlich, dass dieser Krieg angesichts Hugues’ jungem Alter nicht von ihm, sondern von seinem Vater geführt wurde, der zu diesem Zeitpunkt also noch am Leben gewesen wäre.
Er schloss sich dem Ersten Kreuzzug an, der im Frühjahr 1101 zusammen mit Graf Stephan Heinrich von Blois, seinem Schwiegervater Milon I. von Montlhéry oder Guido von Rochefort aufbrach. Höchstwahrscheinlich kämpfte er an der Seite seiner Gefährten in der zweiten Schlacht von Ramla (1102).
Als Hommage an seine Reise ins Heilige Land gab er dem Dorf Trie, das an der Straße von Paris nach Lagny liegt, wo sie die Marne überquert, und dessen Herr er war, seinen Beinamen Bardoul, was so etwa mit einem Panzer bekleidet bedeutet und sich auf seine Rüstung bezieht. Das Dorf wurde so zu Trie le Bardoul und später durch Entstellung zu Trilbardou.

## Ehe und Familie
Hugues II. de Broyes heiratete Emmeline de Montlhéry, † 1121, Dame von Villenauxe-la-Grande, Tochter von Milon I. de Montlhéry und Lithuise, Vicomtesse de Troyes, mit der er drei Kinder hatte:
- Simon I. de Broyes, † 4. Januar 1137/40, Seigneur de Broyes, de Beaufort, de Baye etc. 1104/36; ⚭ Félicité de Brienne, 1110, † nach 21. Juni 1178, Tochter von Érard I., Comte de Brienne (Haus Brienne), sie heiratete in zweiter Ehe vor 1141 Geoffroi III., Seigneur de Joinville, Seneschall der Champagne 1127, † 1188 (Joinville (Adelsgeschlecht))
- Barthélemy, 1104 bezeugt
- Marie, 1131 bezeugt

Hugues II. de Broyes starb zwischen 1110 und 1121 und wurde von seinem ältesten Sohn Simon als Herr von Broyes, Beaufort, Châteauvillain, Arc-en-Barrois und Baye ersetzt.